# Cerodontha scleriae
Cerodontha scleriae este o specie de muște din genul Cerodontha, familia Agromyzidae, descrisă de Martinez în anul 1992.
Este endemică în Guadeloupe. Conform Catalogue of Life specia Cerodontha scleriae nu are subspecii cunoscute.